# Koševský potok
Koševský potok (bosensky Koševski potok) je potok v metropoli Bosny a Hercegoviny, Sarajevu. Vlévá se do řeky Miljacky a je po ní samotné druhým největším vodním tokem ve městě. Svůj název má podle místní části Koševo, jehož tvoří přirozenou osu.
Potok vzniká soutokem menších toků u vesnice Nahorevo, jižně od vrcholu Lopata. Odtud teče jižním směrem, obtéká vesnice Radava a dále směřuje do tzv. Pionýrské doliny blízko k sarajevské zoologické zahradě. V samotném městě je již od 40. a 50. let 20. století potok sveden do potrubí. To začíná severně od olympijského stadionu, pod nímž také protéká. Do řeky Miljacky se vlévá v těsné blízkosti Eiffelova mostu, několik set metrů jižně od budovy hygienického ústavu opět teče pod otevřeným nebem.